# Julia Beljajeva
Julia Beljajeva (née le 21 juillet 1992 à Tartu) est une escrimeuse estonienne spécialiste de l'épée.
Elle remporte avec Irina Embrich, Kristina Kuusk et Erika Kirpu la médaille de bronze par équipes lors des Championnats d'Europe de 2012 à Legnano, la médaille d'or par équipes lors des Championnats d'Europe de 2013 à Zagreb, puis la médaille d'argent par équipes lors des Championnats du monde de 2014 à Kazan. Elle remporte la médaille d'or en individuel lors des  Championnats du monde de 2013 à Budapest. Elle reçoit l'ordre de l'Étoile blanche d'Estonie de 3e classe en 2014.

## Palmarès
- Jeux olympiques
  -  Médaille d'or par équipes en 2021 à Tokyo au Japon
- Championnats du monde d'escrime
  -  Médaille d'argent par équipes en 2014 à Kazan en Russie
  -  Médaille d'or en 2013 à Budapest en Hongrie
- Championnats d'Europe d'escrime
  -  Médaille de bronze en 2017 à Tbilissi en Géorgie
  -  Médaille d'or par équipes en 2016 à Toruń en Pologne
  -  Médaille d'argent par équipes en 2015 à Montreux en Suisse
  -  Médaille d'or par équipes en 2013 à Zagreb en Croatie
  -   Médaille de bronze par équipes en 2012 à Legnano en Italie